# (9856) 1991 EE
A (9856) 1991 EE egy földközeli kisbolygó. A Spacewatch program keretében fedezték fel 1991. március 13-án.